# M10-es autópálya (Magyarország)
Az M10 autópálya Budapestet kötné össze Esztergommal, ahol az út Szlovákiában folytatódna. Az autópálya az M0-s körgyűrűből kiindulva, a 10-es főutat tehermentesítené. Kesztölc és Dorog határában csatlakozna az M100-as autóúthoz és ennek révén az M1-es autópályához Bicske térségében. A két gyorsforgalmi út pedig együttesen alkotná Budapest nyugati elkerülését.

## Története
1972-ben Piliscsév összevont rendezési terve már tartalmazta az M10-es elkerülő út nyomvonalának települést északról elkerülő szakaszát.
A 10-es főút városokat elkerülő nyomvonalának terve először 1990-ben vetődött fel, mely Budapestet Kesztölccel kötötte volna össze egy 23 km hosszú új nyomvonalon megvalósuló úttal. Az új 10-főút nyomvonalának tervezését a NIF Zrt. 2007-ben átvette a Magyar Közúttól.  A projekt 110-es számú főútként – 2 × 2 sávos kialakításra – a Budapest III . kerület Szentendrei úttól Pilisvörösvárig jogerős építési engedélyt kapott. A Pilisvörösvár-Kesztölc közötti szakasz környezetvédelmi hatástanulmányának készítése azonban számtalan problémát vetett fel, többek között a környezetvédelmi jogszabályok megváltozása miatt, fontos szempont lett az M0 északi szakaszába való bekötése is, így szükségessé vált az előkészítés új alapokra helyezése immár M10 gyorsforgalmi út néven. Ennek következményeként 2011-ben közbeszerzést hírdettek a Budapest-Kesztölc közötti 24,4 km-es szakasz 2 × 2 sávos autóútként történő előkészítéséhez kapcsolódó környezetvédelmi engedélyezési eljáráshoz szükséges dokumentumok elkészítésére. A kivitelezés megkezdését 2012-ben még 2015 és 2020. között tervezték. 2014-ben az ürömi körforgalom tervezésekor az M10 és az M0 csatlakozási pontjait is figyelembe vették.
Az M10-es gyorsforgalmi út 2014. április 7-én kapott környezetvédelmi engedélyt a Budapest-Kesztölc szakaszra, amelyet 2016 nyarán módosítottak az ürömi és solymári csomópont között (10+700-14+600 km szelvények). A környezetvédelmi engedélyben I. ütemben 2 × 1 sávos 90 km/h tervezési sebességű út szerepel, amely II. ütemben bővülne 2 × 2 sávos autóútra 110 km/h tervezési sebességgel.
Az M0 autópálya északi szektor 11. sz. főút – 10. sz. főút közötti szakaszára készült engedélyezési terv részét képező forgalmi vizsgálat adatai szerint: amennyiben az M0 északi szektor 11. sz. főút – 10. sz. főút közötti szakasza előbb épülne meg, mint a Pilisvörösvárt, Piliscsabát, Pilisjászfalut és Leányvárt elkerülő M10-es gyorsforgalmi út, akkor az a 10-es út forgalmát kb. 50%-kal megemelné, ami elviselhetetlen lenne a 10-es út mentén fekvő települések számára. Az előrejelzett forgalmi terhelés a 10-es út Pilisvörösvár-Solymár közötti szakaszán 2031-ben 33 000 E/nap lenne.
2017-ben az M0 nyugati szakaszának építése ismételten felmerült, ezért 9 pilisi polgármester levélben kért tájékoztatást az M10-es autóút építéséről. A NIF Zrt. 2017 októberi tájékoztatása szerint a Budapest–Kesztölc szakasznak van elfogadott nyomvonala és környezetvédelmi engedélye, de az Esztergomig vezető következő szakasznak nyomvonala sincs. Az M10 nem szerepel a nemzetközi TEN-T hálózat tervezett nyomvonalai között sem. Ugyancsak nem szerepel a 2022-ig tartó közúti infrastrukturális beruházások közé sem és a priorítást az akkor R11-es gyorsútként jelölt, ma M100-as autóút élvez.
A 2018 decemberében elfogadott 2018. évi CXXXIX. törvény semmit sem ír arról, amit egyesek hangoztatnak, hogy a törvény az M10 gyorsforgalmi utat Esztergomig jelölte ki és ehhez csatlakozóan az M100-as autóúttal együtt ez a két út fogja az M0 autóút nyugati szakaszának szerepét is betölteni.

## Külső hivatkozások
- Nemzeti Infrastruktúra Fejlesztő Zrt.
- Vörösvári Újság 2011/1. Archiválva 2015. május 25-i dátummal a Wayback Machine-ben
- Totalcar